# Amt Carlshafen
Das Amt Carlshafen war 1814 bis 1821 ein Verwaltungs- und Gerichtsbezirk des Kurfürstentums Hessen.

## Geschichte
Nach dem Ende des Königreichs Westphalen wurde die Landgrafschaft Hessen-Kassel 1813 als Kurfürstentum Hessen neu gebildet. Die alte Verwaltungsstruktur wurde wiederhergestellt und das Amt Trendelburg entstand neu. 1814 wurde aus dem Amt Trendelburg die Städte Carlshafen und Helmarshausen, das Dorf Langenthal und der Hasselhof als eigenes Amt Carlshafen ausgegliedert. Im Königreich Westphalen hatte es einen Kanton Karlshafen gegeben; dieser hatte jedoch einen völlig anderen Zuschnitt.
1821 wurde in Kurhessen die Trennung der Rechtsprechung von der Verwaltung eingeführt. Die Verwaltungsaufgaben übernahm der Kreis Hofgeismar, die Gerichtsaufgaben das Justizamt Karlshafen. Das Amt Carlshafen wurde aufgehoben.